# لن کاپول
لن کاپول (انگلیسی: Len Capewell; ۸ ژوئن ۱۸۹۵ – ۱۲ نوامبر ۱۹۷۸) بازیکن فوتبال اهل بریتانیا بود.
از باشگاه‌هایی که در آن بازی کرده‌است می‌توان به باشگاه فوتبال استون ویلا اشاره کرد.